# Slunggryn
Slunggryn (Thelebolus stercoreus) är en svampart som beskrevs av Tode 1790. Slunggryn ingår i släktet Thelebolus och familjen Thelebolaceae.  Arten är reproducerande i Sverige. Inga underarter finns listade i Catalogue of Life.